# Wladimir Fjodorowitsch Tschernyschow
Wladimir Fjodorowitsch Tschernyschow (russisch Владимир Фёдорович Чернышёв, wiss. Transliteration Vladimir Fëdorovič Černyšëv; * 5. November 1948 in Tschkalow, Sowjetunion) ist ein ehemaliger sowjetischer Amateurboxer im Schwergewicht.
Chernyshevs größter Erfolg war der Gewinn der Goldmedaille bei den 19. Europameisterschaften der Herren im Jahre 1971 in der spanischen Hauptstadt Madrid. Dabei besiegte er Jean-Pierre Coopman, Kiril Pandow, Les Stevens und Peter Hussing.